# چنگاتیا
چنگاتیا (به لاتین: Chengatia) یک روستا در بنگلادش است که در استان باریسال و در ناحیه باریسال واقع شده است.